# Ringstraße
La Ringstraße (en español, calle anular), conocida también como Ring de Viena, es una avenida de circunvalación que rodea el centro de Viena (Austria). Esta avenida tiene a ambos lados obras arquitectónicas muy significativas, por lo que es considerada uno de los grandes atractivos de la capital austriaca.
El Ringstraßenstil (estilo de la Ringstraße) marcó la arquitectura de tipo historicista de los años 1860 a 1900.

## Desarrollo

### Historia previa
Desde el siglo XIII Viena estaba rodeada por una muralla. Tras el primer sitio turco de 1529, la muralla se reforzó y se creó un glacis de 500 metros de ancho, en el que estaba prohibido cultivar o plantar árboles. Este glacis se mantuvo durante el segundo sitio turco en 1683, pero después fue perdiendo valor, y para finales del siglo XVIII había quedado obsoleto. En 1820 se erigió la Äußere Burgtor (Puerta exterior). 
En 1850 se incorporaron a la ciudad los barrios extramuros (actuales distritos II-IX), lo que convirtió a la muralla en un obstáculo para el tráfico, aunque el glacis, ajardinado bajo el Emperador José II, se había vuelto un espacio de recreo.

### Derribo de las murallas y creación de la Ringstraße

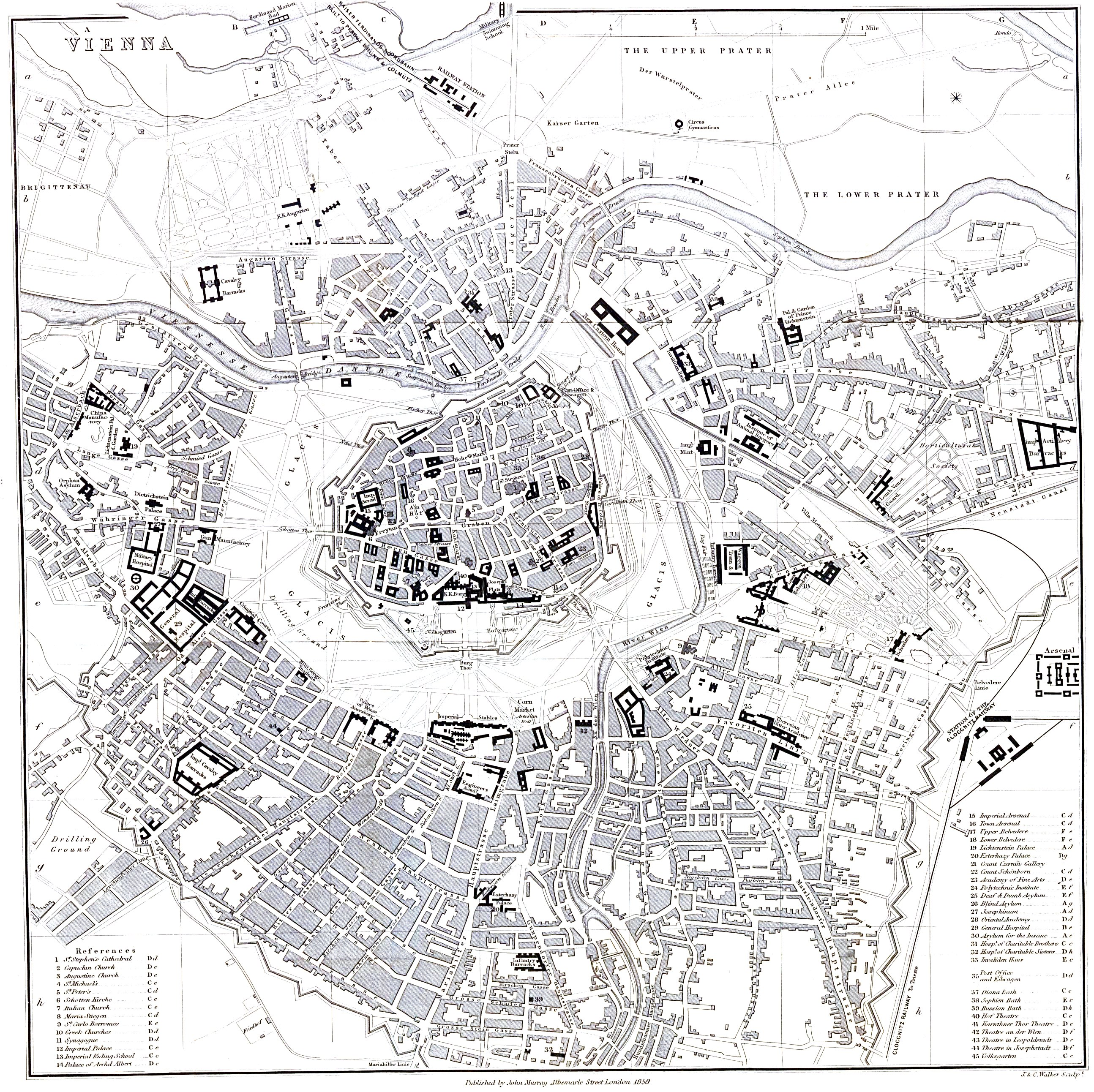
Este plano de la ciudad en 1858 muestra el trazado de las murallas y el glacis en torno a la ciudad vieja.

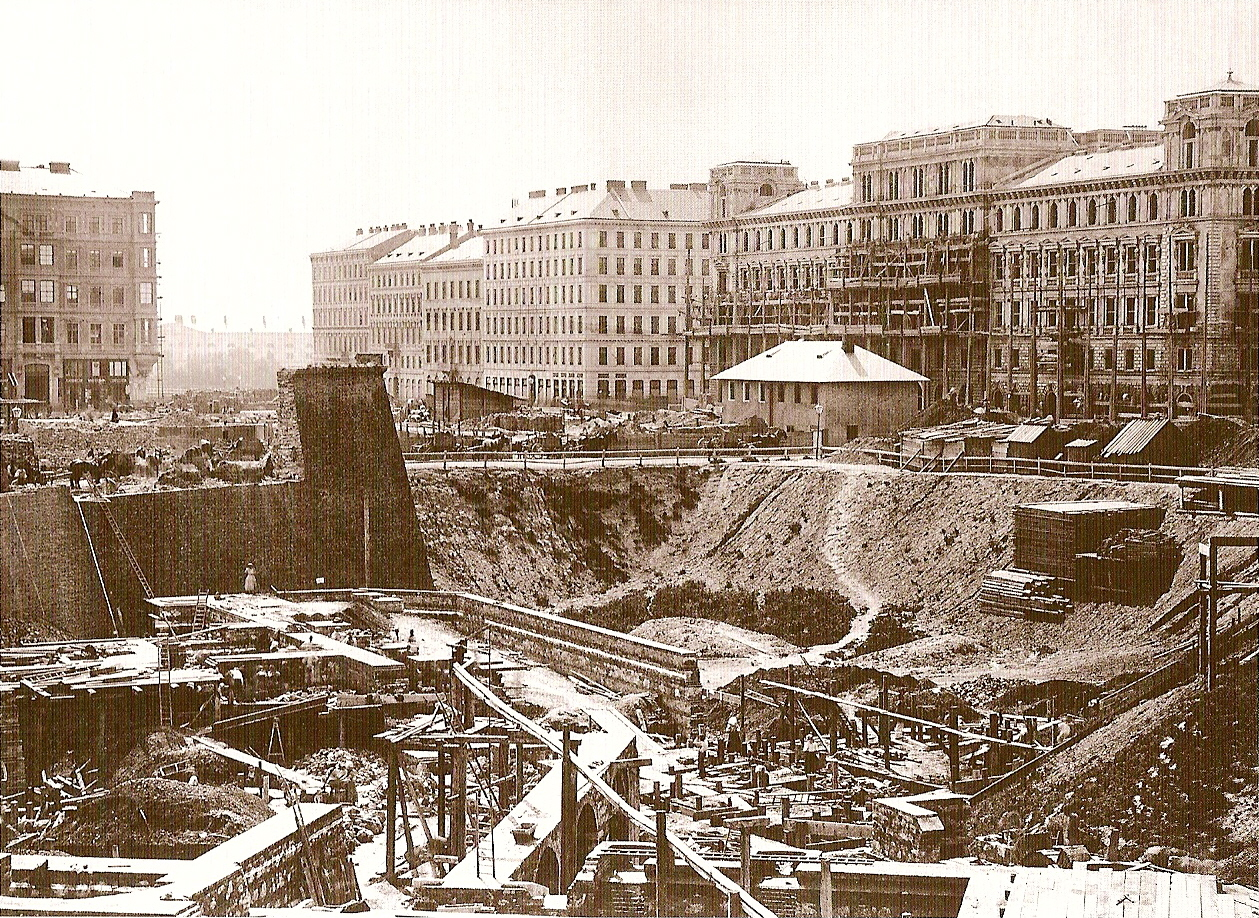
Comienzan las obras de la Hofoper, 1863.

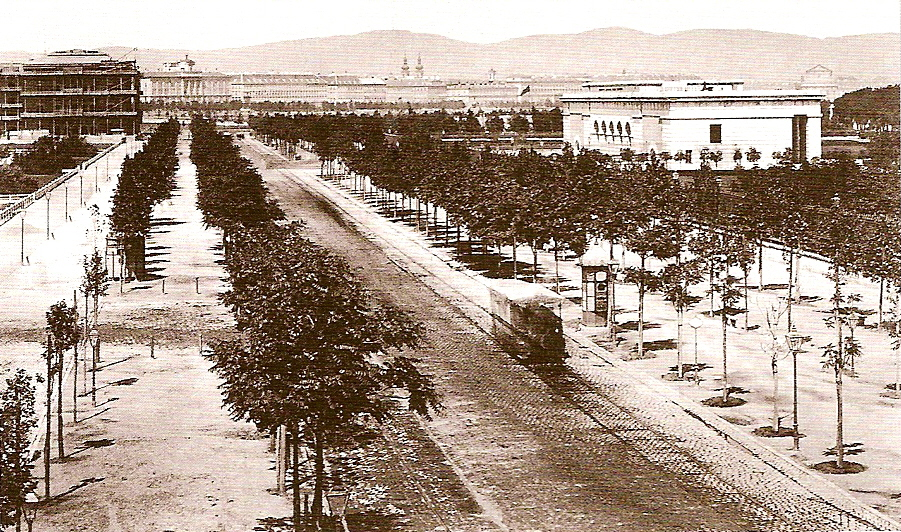
El Burgring en 1872; a la derecha, la puerta exterior del castillo.

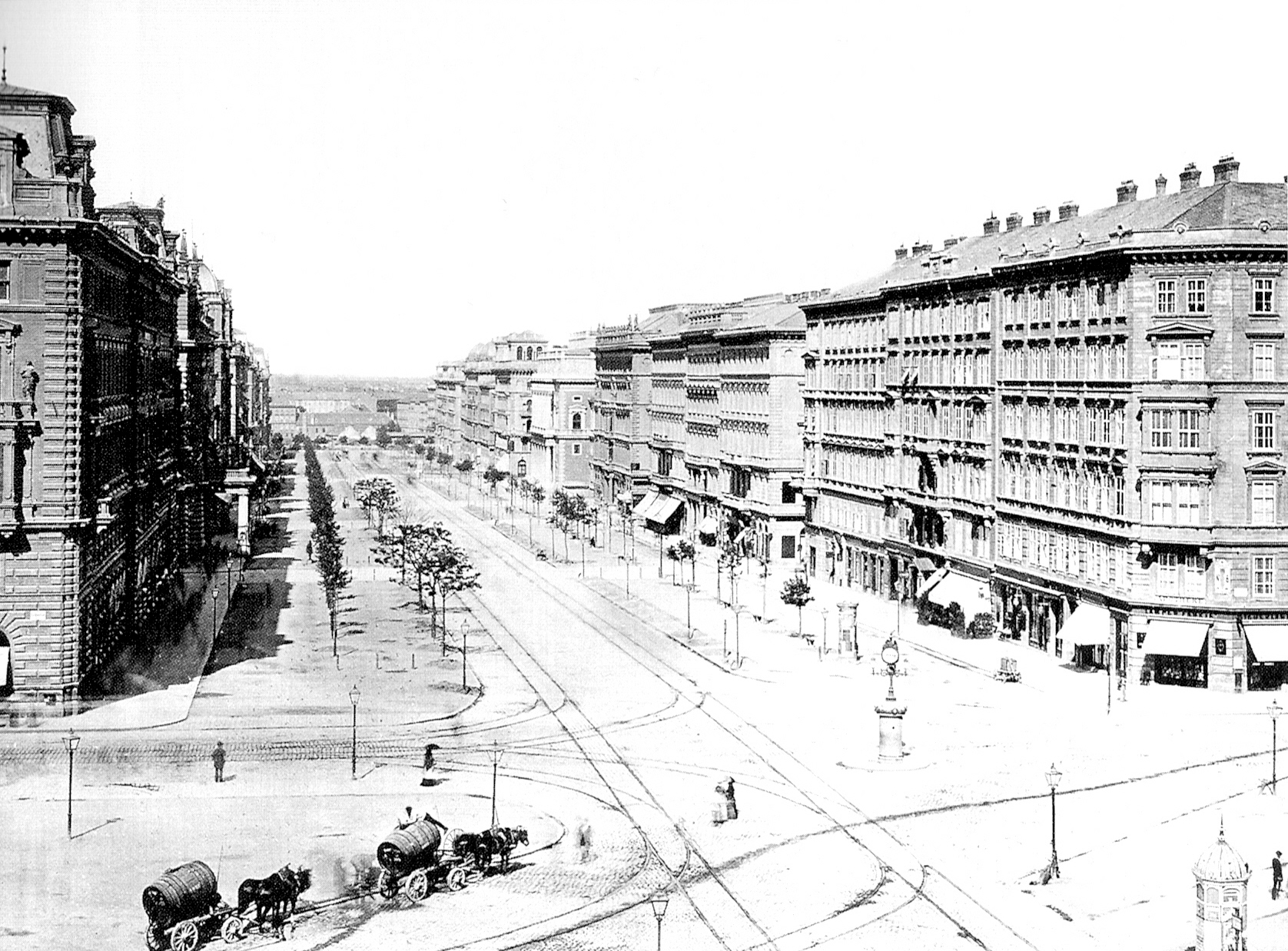
El Schottenring en 1875.

En 1857, bajo el emperador Francisco José I, comenzó finalmente el derribo de la muralla, las puertas de acceso, los bastiones y el glacis, para crear en su lugar unos bulevares. En su decreto Es ist Mein Wille el Emperador dispuso el tamaño y uso exactos de la zona habitable recuperada, y convocó un concurso para su urbanización.
Del hecho de que este bulevar se planificara desde el principio como avenida prestigiosa, da cuenta el que se trazara una calle paralela dedicada en exclusiva al tráfico industrial (la Lastenstraße). Esta Lastenstraße es hoy en día una revitalizada vía de gran circulación, llamada popularmente Zweierlinie. El nombre surgió en la época en que pasaba por esa calle la línea 2 del tranvía.
Tras ciertos conflictos de competencias entre Gobierno y Ayuntamiento, se creó el fondo de ampliación de la ciudad (Stadterweiterungsfonds), que fue administrado por el Gobierno. Se vendieron los terrenos liberados por el derribo de los bastiones y el glacis a inversores privados, y con los beneficios se financió la construcción de los edificios públicos. Sólo el Ayuntamiento fue planificado por el municipio. Tras no recibir ningún beneficio de esta gran operación inmobiliaria, el municipio se dedicó con una determinación aún mayor a la partición de los espacios de recreo existentes. Hoy en día existen el Stadtpark, el Rathauspark, el Volksgarten y el Burggarten, lo que da un área de espacios verdes relativamente grande.

### Construcción

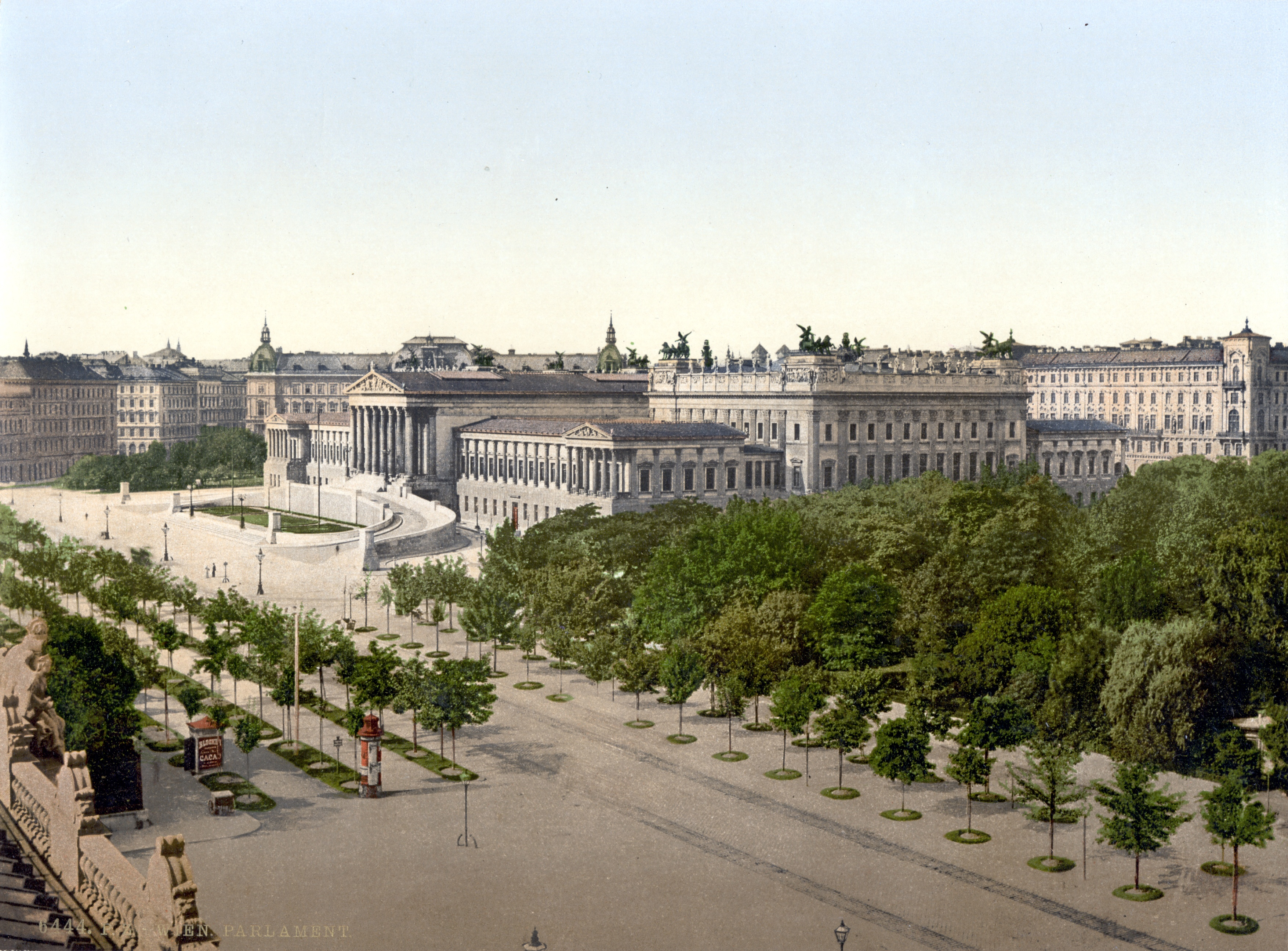
El Parlamento en la Dr.-Karl-Renner-Ring, década de 1890.

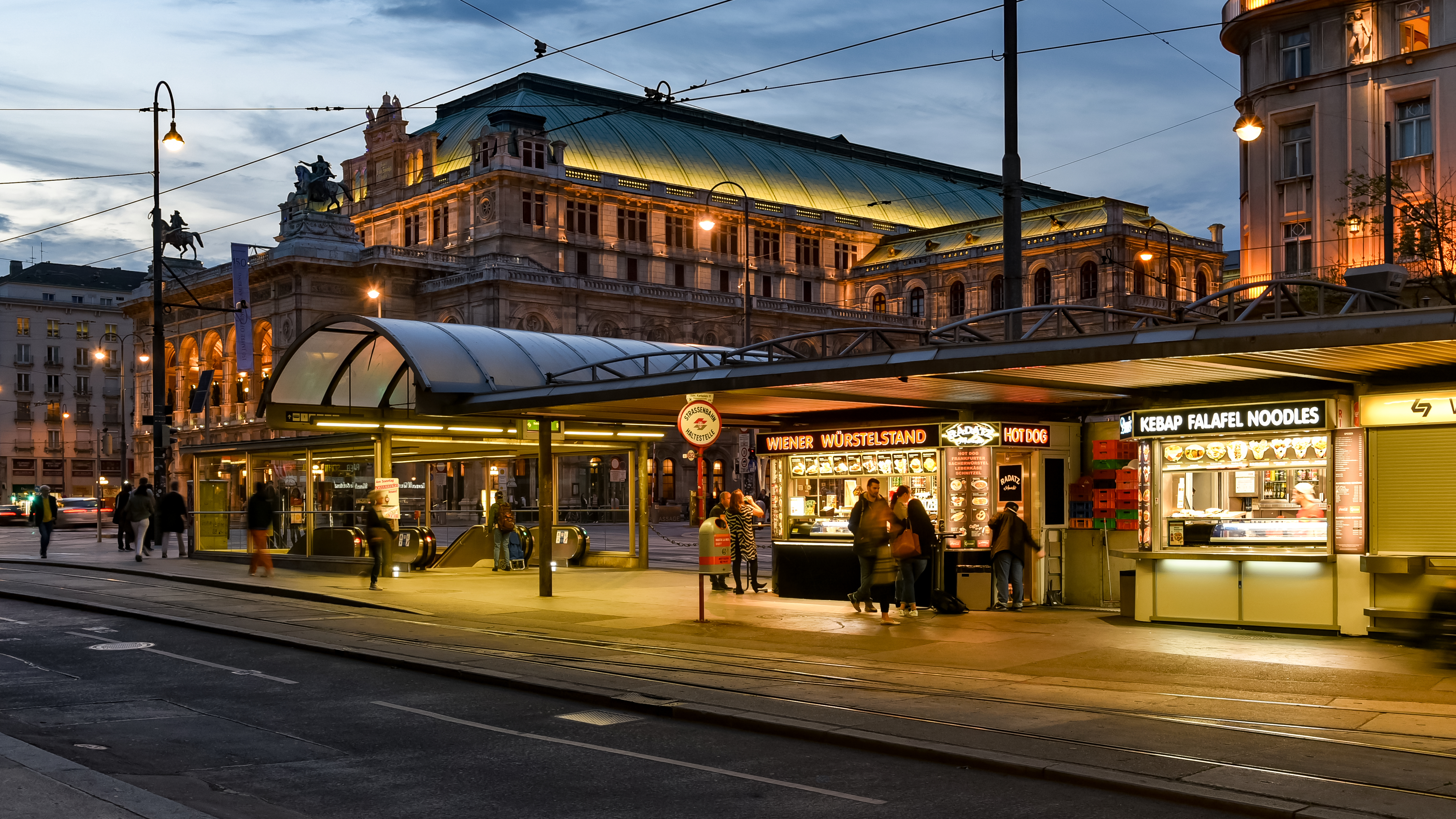
Vista de la calle a la altura de la Ópera Estatal de Viena.

A lo largo de toda la Ringstraße se erigieron numerosos edificios tanto públicos como privados. La nobleza y la alta burguesía se apresuraron a construir palacios grandiosos, que dieron su nombre al estilo Ringstraßenstil de la monarquía danubiana.
Uno de los primeros edificios fue el Heinrichshof del fabricante de ladrillos Heinrich von Drasche-Wartinberg, que, dañado por la guerra, aún se alzaba frente a la Ópera de Viena en 1954.
La mayoría de los edificios se construyó antes de 1870. Los más notables son la Neue Hofoper (ahora Staatsoper), de estilo neorrenacentista (obra de August Sicard von Sicardsburg y Eduard van der Nüll), el Parlamento, de estilo neoático (en homenaje a la antigua democracia ateniense), el Palais Epstein (de Theophil von Hansen), el Ayuntamiento, de estilo gótico flamenco (diseñado por Friedrich von Schmidt), el Burgtheater (de Karl von Hasenauer y Gottfried Semper), y la nueva Universidad, de Heinrich von Ferstel. El único edificio religioso es la Iglesia Votiva, neogótica, (diseñada también por Ferstel), erigida con ocasión de la supervivencia de Francisco José I a un atentado en 1853.
En el Hofburg se construyó, como parte de un Foro Imperial nunca completado, un complejo de edificios oficiales: el Neue Hofburg, que ahora alberga el Museum für Völkerkunde (Museo de etnología), el Museum für alte Musikinstrumente (Museo de antiguos instrumentos musicales), el Ephesosmuseum (Museo de Éfeso), la Österreichische Nationalbibliothek (Biblioteca nacional austriaca) y otras instituciones. Otras partes completadas del Foro son el Museo de Historia del Arte y el Museo de Historia Natural. El plan original era construir un ala más frente al Neue Hofburg que lo habría conectado con el Museo de Historia Natural. La Heldenplatz y la Maria-Theresien-Platz (Plaza de María Teresa) también habrían formado parte de este Foro. El plan no se completó por falta de capital; al comenzar la Primera Guerra Mundial aún no se habían terminado siquiera los interiores del palacio nuevo, y cuando vino la paz, las circunstancias políticas eran muy diferentes.
Las grandes obras del Ring concluyeron en 1913 con la complexión del Ministerio de la Guerra, todavía en estilo Ringstraßenstil, pero ya algo anticuado si se lo compara con la contemporánea sede de la Caja Postal Austriaca (Postsparkasse), diseñada en estilo Jugendstil por Otto Wagner.
La mayor catástrofe sucedida en esta avenida fue el incendio del Ringtheater en 1881, que causó centenares de víctimas. En su lugar se erigió la Sühnhaus, que a su vez sería destruida en la Segunda Guerra Mundial y reemplazada por la nueva sede de la Dirección de Policía, mudada a ese emplazamiento tras ser también destruida en su dirección original (Schottenring 11).

## Subdivisión
Tramos de la Ringstraße (de izquierda a derecha):
- Stubenring de Urania a la Dr.-Karl-Lueger-Platz.
- Parkring de Dr.-Karl-Lueger-Platz a la Johannesgasse.
- Schubertring (previamente Kolowrat Ring) de la Johannesgasse a la Schwarzenbergplatz.
- Kärntner Ring de la Schwarzenbergplatz a la Kärntner Straße.
- Opernring de la Kärntner Straße a la Eschenbachgasse.
- Burgring de la Eschenbachgasse a la Bellariastraße.
- Dr.-Karl-Renner-Ring (previamente Franzensring) de la Bellariastraße bis Stadiongasse.
- Dr.-Karl-Lueger-Ring (previamenteFranzensring) de la Stadiongasse a la Schottengasse.
- Schottenring de la Schottengasse al Franz-Josefs-Kai.

A veces se considera al Franz-Josefs-Kai como parte de la Ringstraße, aunque estrictamente no forma parte de ella.

## Admiradores famosos
- Se sabe que Sigmund Freud realizaba paseos recreativos diarios alrededor del Ring.
- Adolf Hitler era, según su libro autobiográfico Mein Kampf, un gran admirador de la arquitectura de esta área, principalmente de la Ópera y el Parlamento.[2]

## Edificios
Los edificios más significativos de la Ringstraße son:
- Universidad (neorrenacentista).
- Iglesia Votiva (neogótico).
- Ayuntamiento de Viena (neogótico).
- Museos de Historia Natural y de Historia del Arte (neorrenacentista).
- Parlamento (neoclásico).
- Neue Burg (neobarroco).
- Burgtheater (neobarroco).
- Ópera Estatal de Viena (neorrenacentista).
- Wiener Musikverein (neoclásico).
- Antiguo Ministerio de la Guerra (neobarroco).
- Bolsa (neorrenacentista).
- Palacios de la Ringstraße.

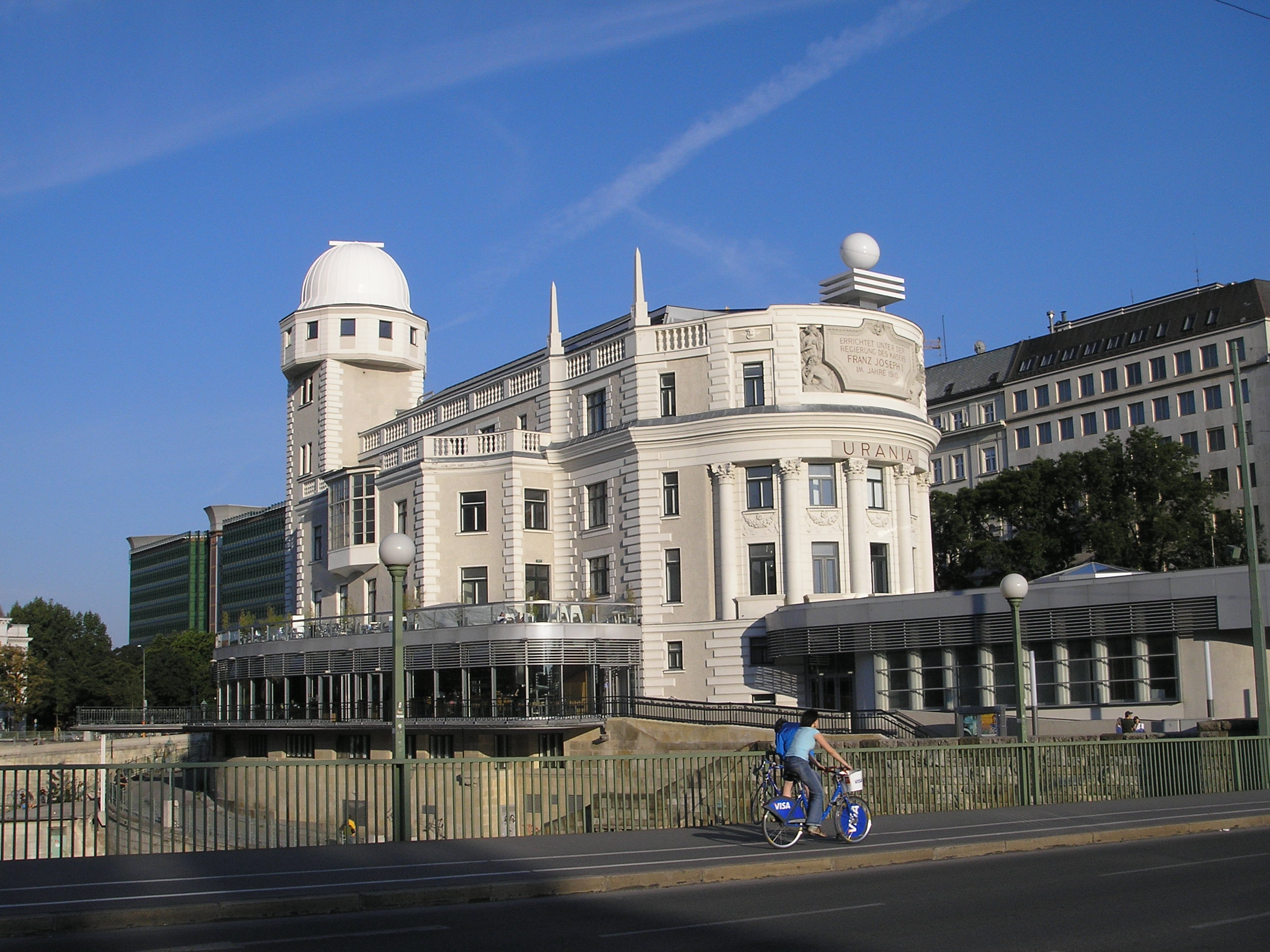
Urania
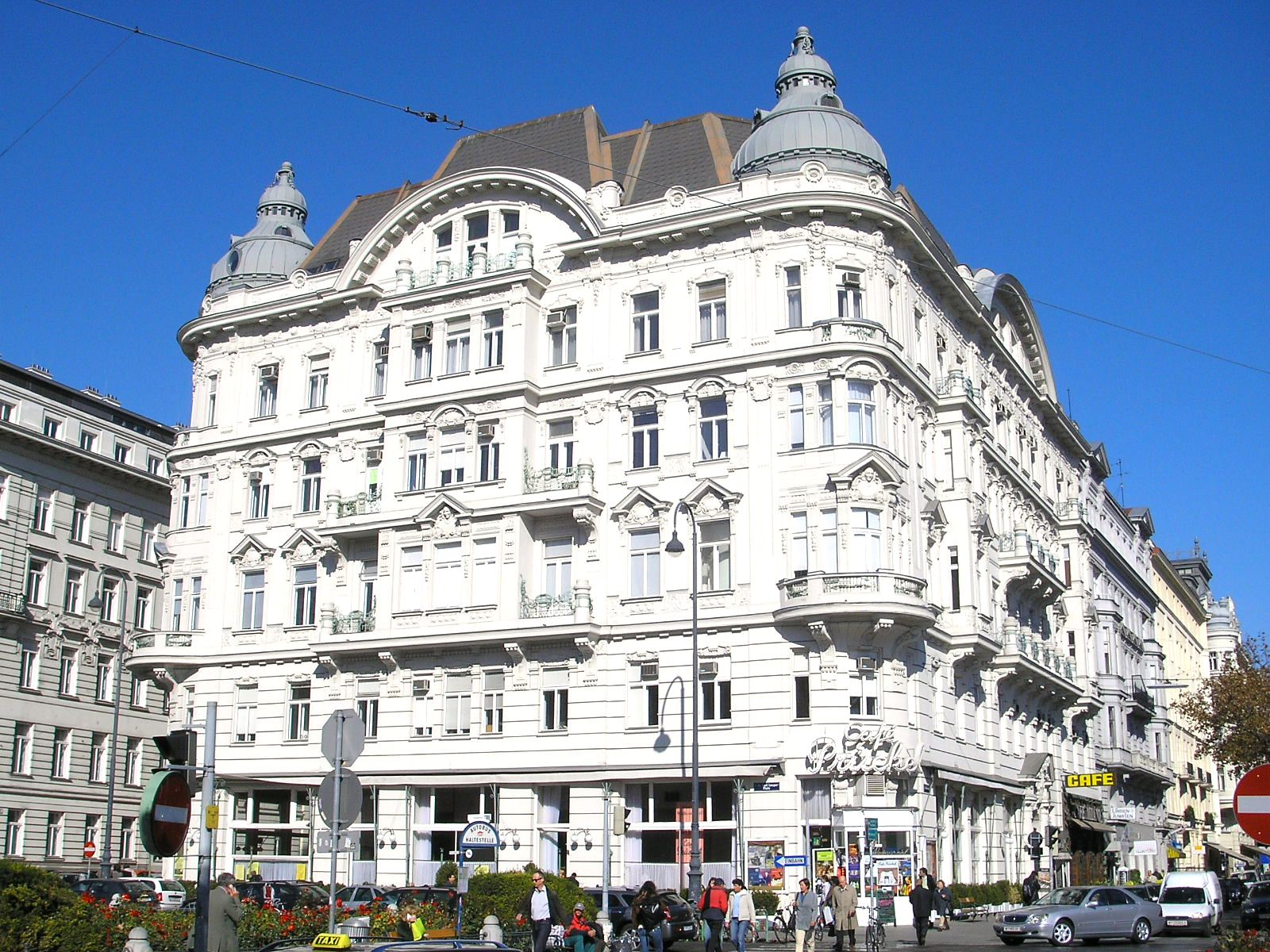
Café Prückel
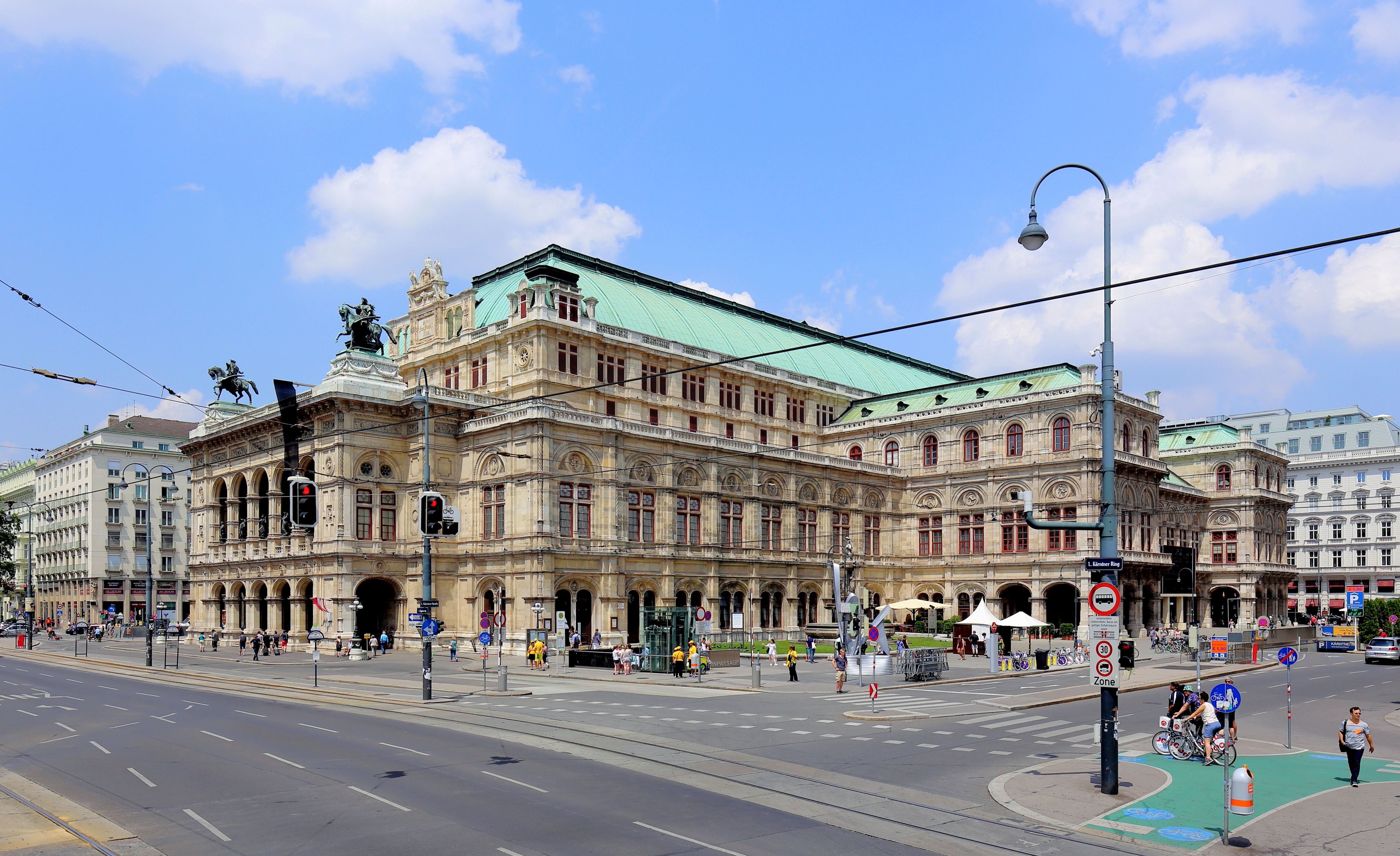
Ópera Estatal de Viena
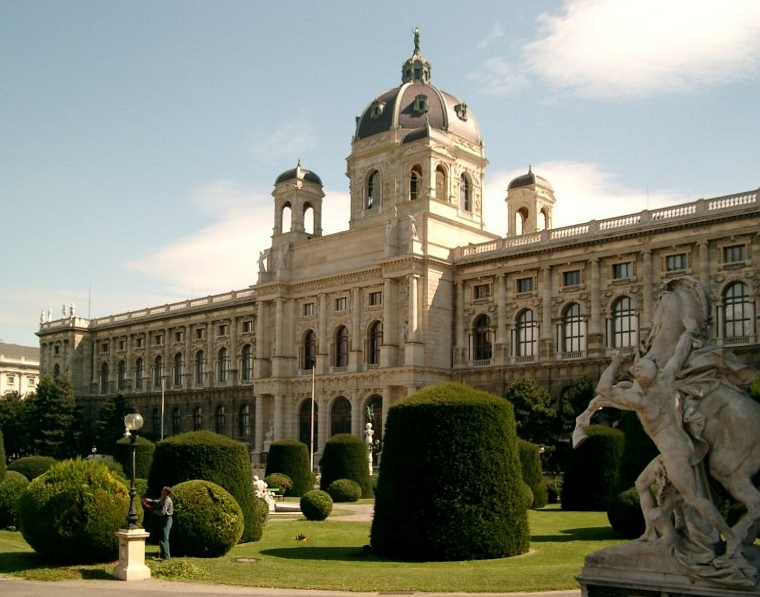
Museo de Historia del Arte
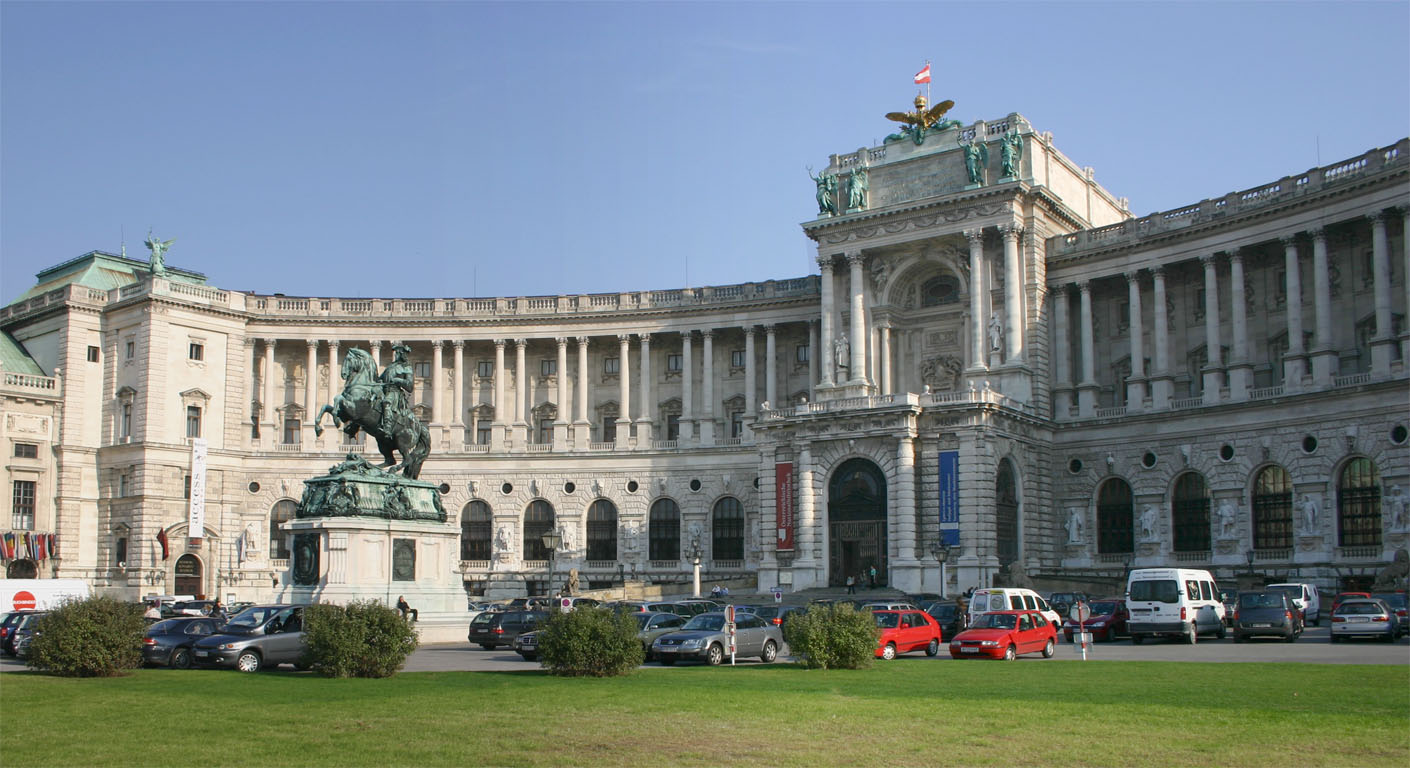
Neue Burg en la Heldenplatz
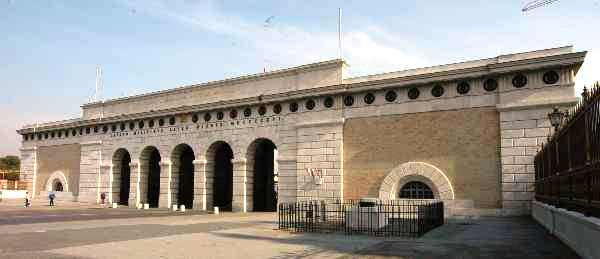
Äußeres Burgtor, desde la Ringstraße
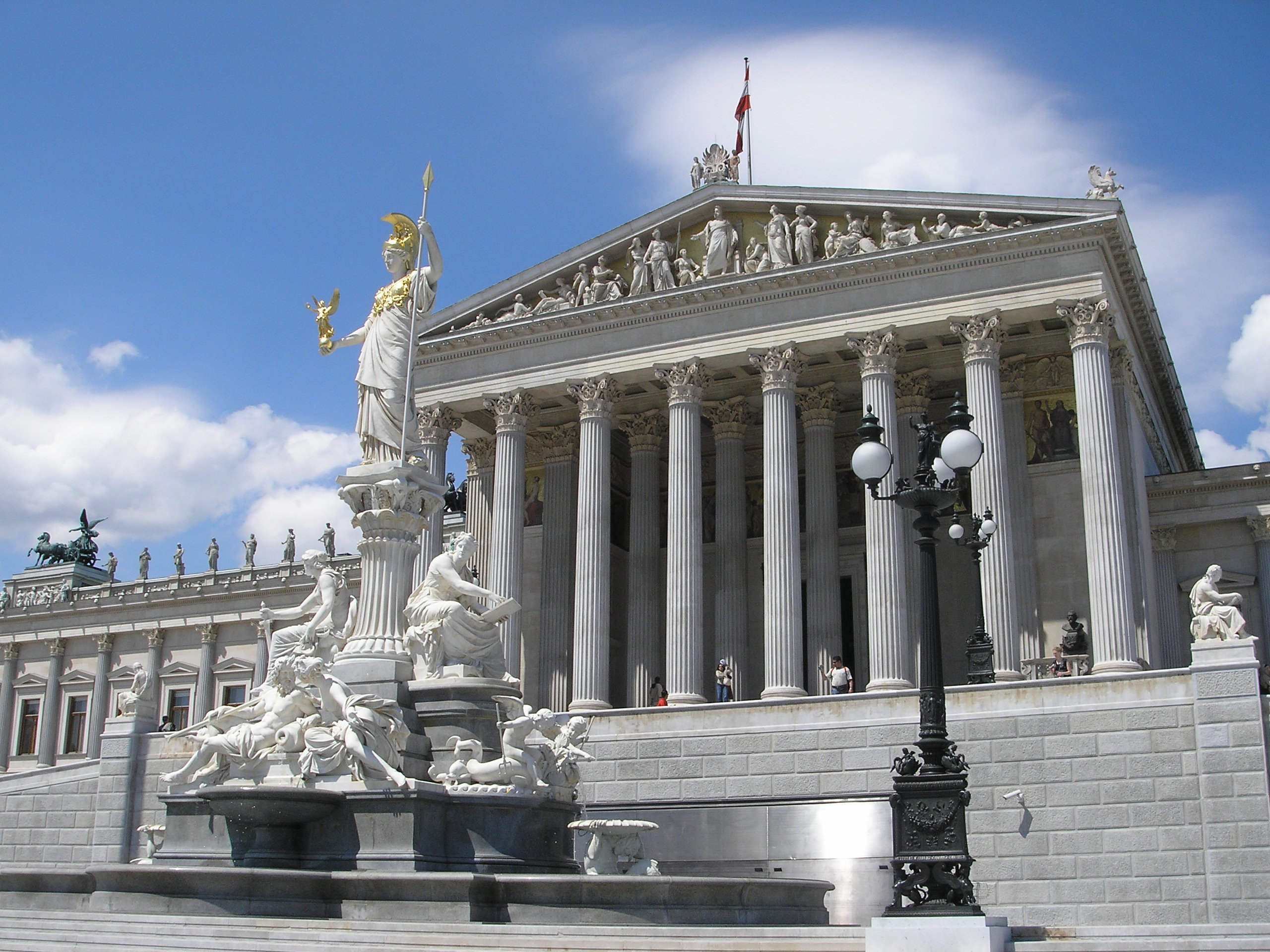
Parlamento
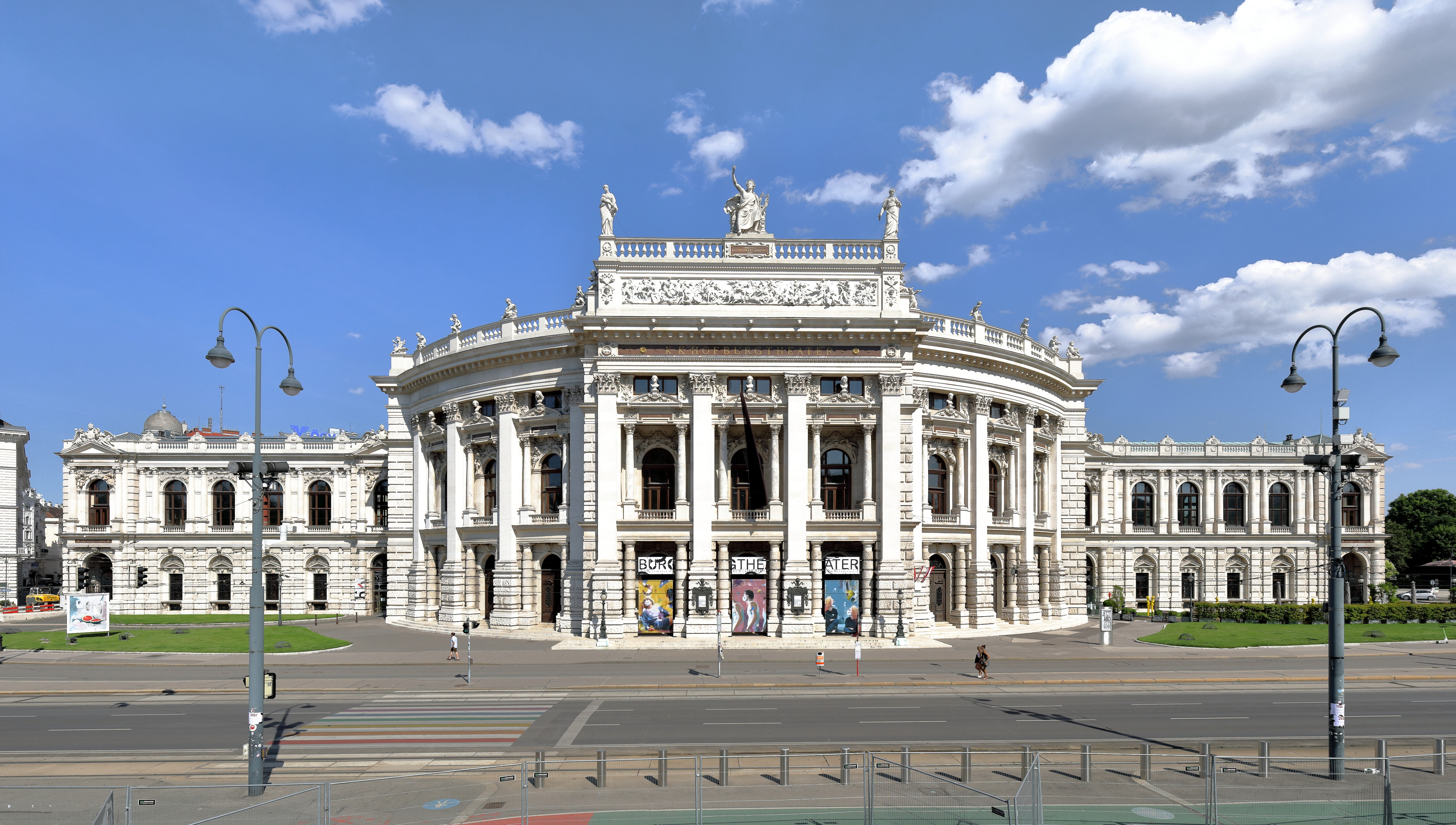
Burgtheater
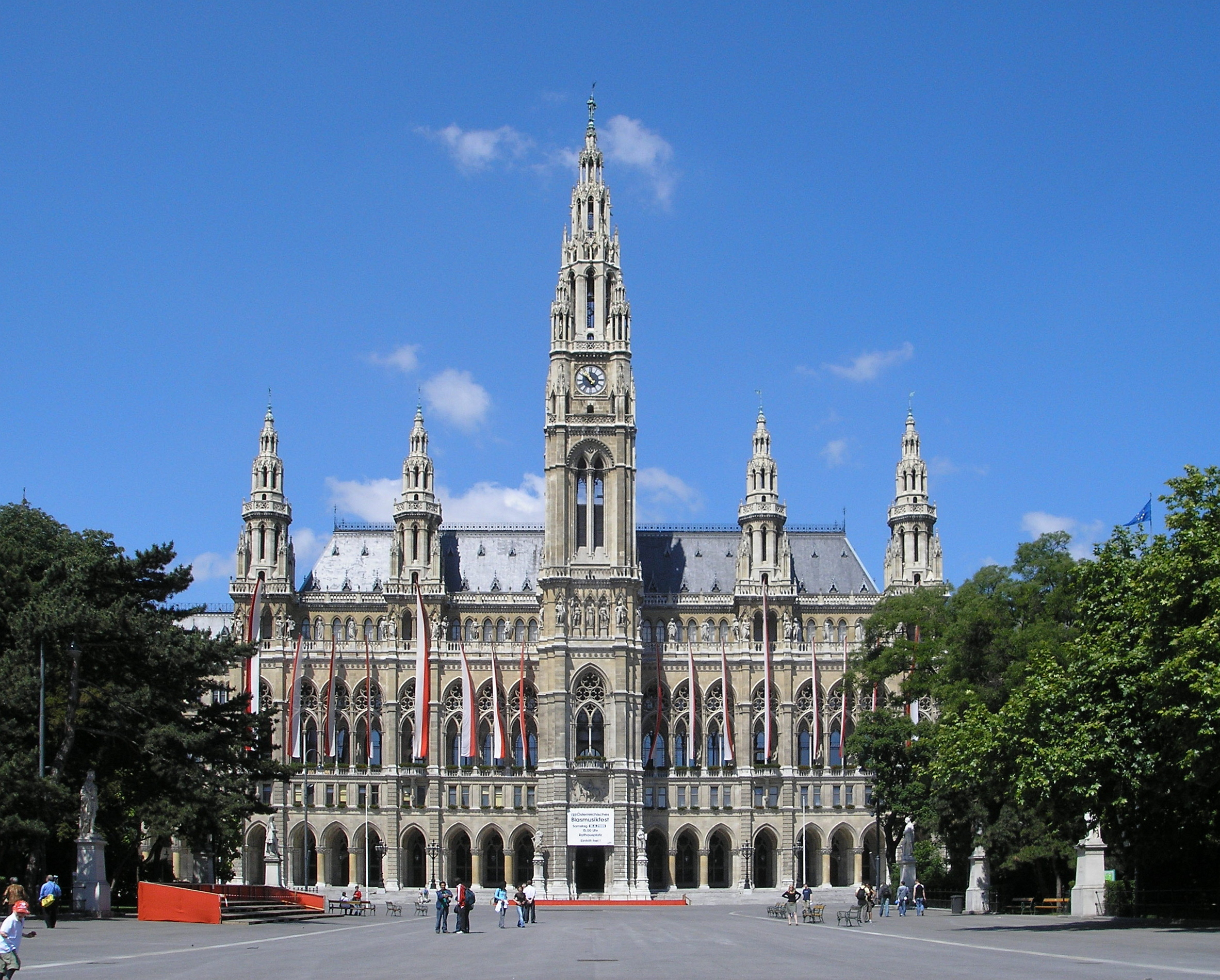
Ayuntamiento
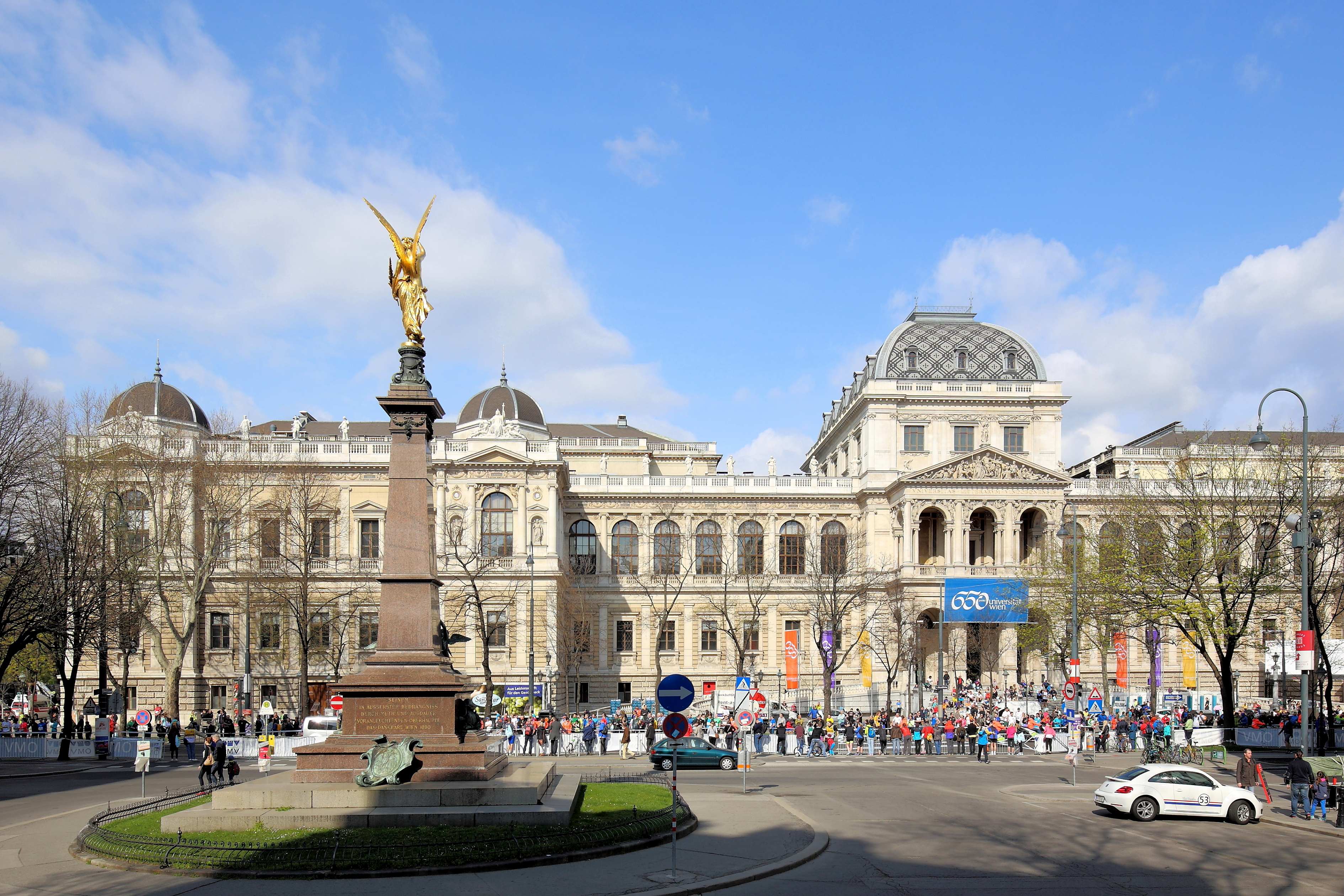
Universidad
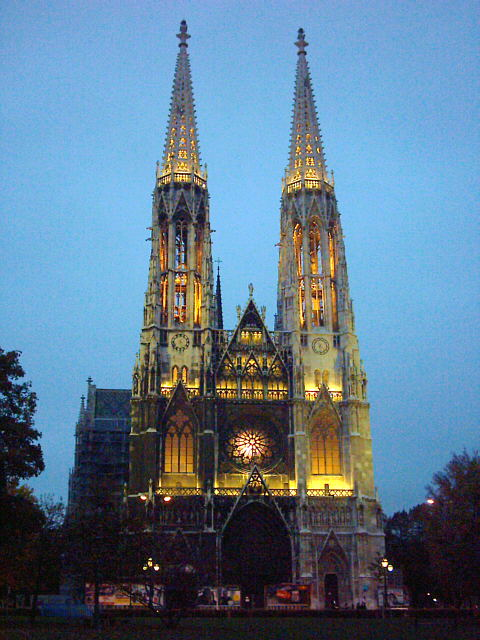
Iglesia Votiva
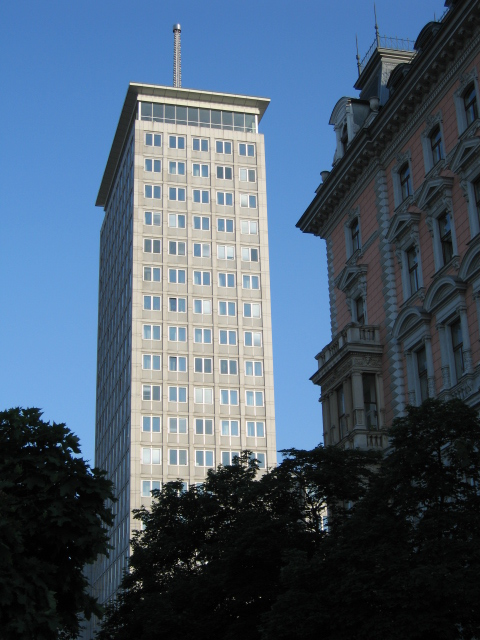
Ringturm

## Películas
- Alfred Vendl, Otto Schwarz: Hinter den Fassaden. Die Geheimnisse der Wiener Ringstraße. (Documental con Maximilian Schell como narrador). At, 50 Min., 2004.